# Cannes
Cannes (occitanska: Canas) är en kommun och en stad i södra Frankrike, på Franska rivieran i departementet Alpes-Maritimes. Kommunen hade 74 040 invånare år 2022.
Centrala Cannes är beläget i en svagt böjd bukt mellan den ursprungliga bosättningen Le Suquet och kasinot längst ute på Pointe Croisette. Längs strandboulevarden La Croisette ligger bland annat de kända lyxhotellen Majestic, Carlton Inter-Continental och Martinez, samt festivalpalatset. Innanför löper shoppinggatan Rue d'Antibes och i väster gränsar Cannes mot orten Mandelieu-la-Napoule.
Cannes är en levande stad året runt, mycket tack vare dess status som internationell konferens- och festivalstad. Staden är också en av de mest exklusiva bostadsorterna på Franska rivieran.

## Filmfestivalen i Cannes
Filmfestivalen i Cannes har arrangerats sedan 1946 och är den mest prestigefyllda i världen. Ett flertal priser delas ut under festivalen, varav de viktigaste är Guldpalmen och Grand Prix.

## Sport
Sportklubben AS Cannes kommer från staden. Den har haft herrlag i fotboll och handboll som vanligen legat steget under eliten (med periodvisa undantag som under 1980- och 1990-talen då Zinedine Zidane och Patrick Vieira tidigt i sina karriärer spelade med fotbollslaget). I volleyboll har klubben nått större framgångar, där herrlaget vunnit fler franska mästerskap än någon annan klubb. Generellt är Cannes och områden kring staden ett viktigt centrum för fransk volleyboll. RC Cannes, har vunnit fler franska mästerskap på damsidan än någon annan klubb, inklusive en svit 1997-2015. Från näraliggande orter har även Volero Le Cannet (Le Cannet) och AS Saint-Raphaël Var Volley-Ball (Saint-Raphaël) vunnit mästerskapstitlar i volleyboll.

## Bildgalleri

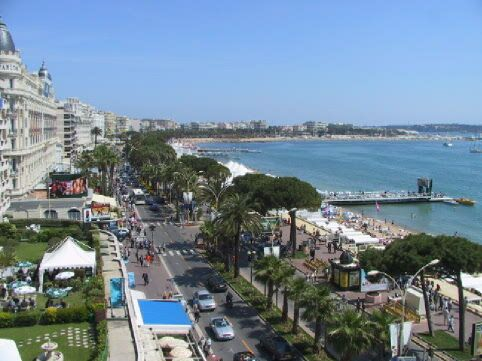
Promenade de la Croisette
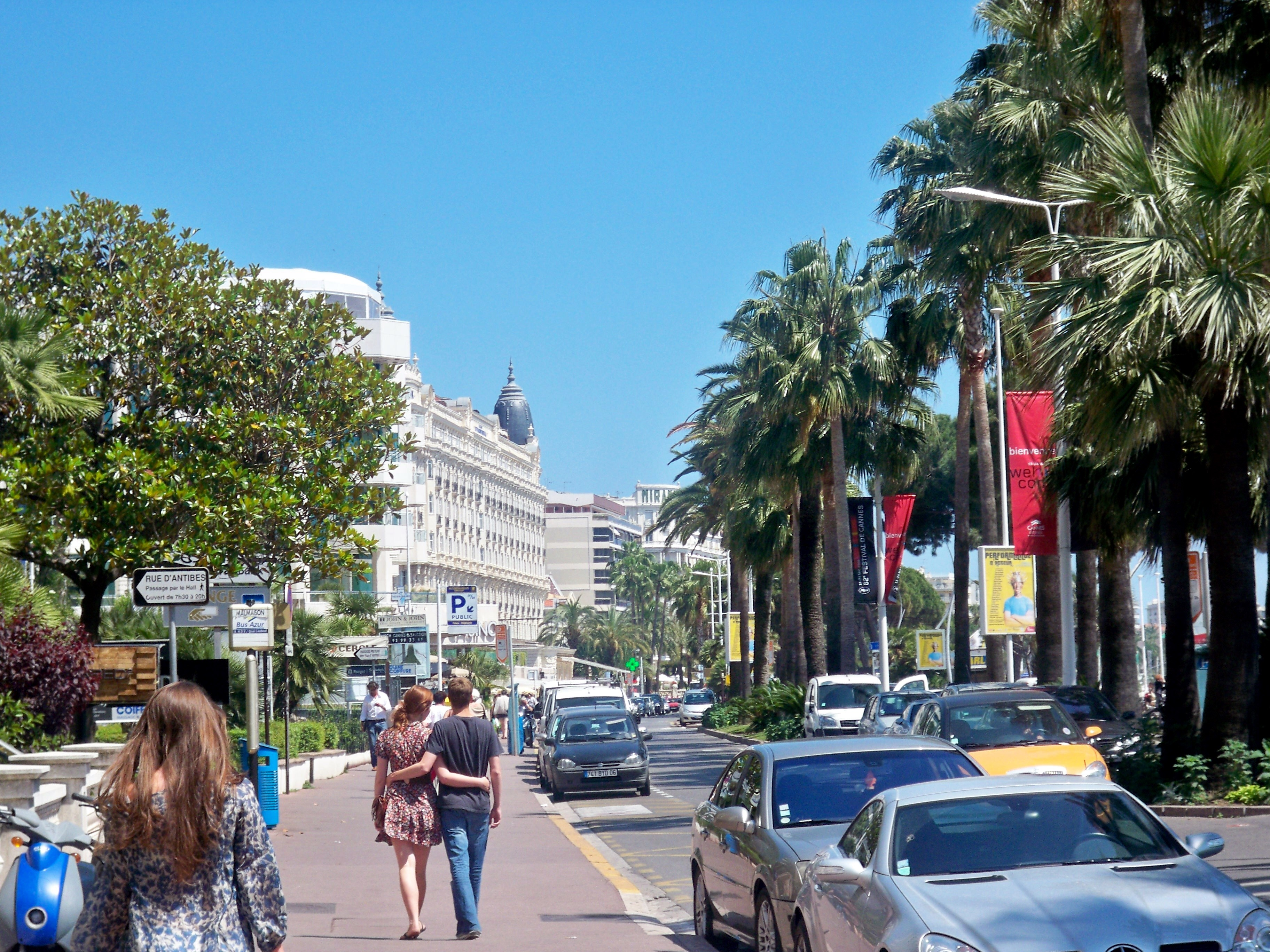
Promenade de la Croisette
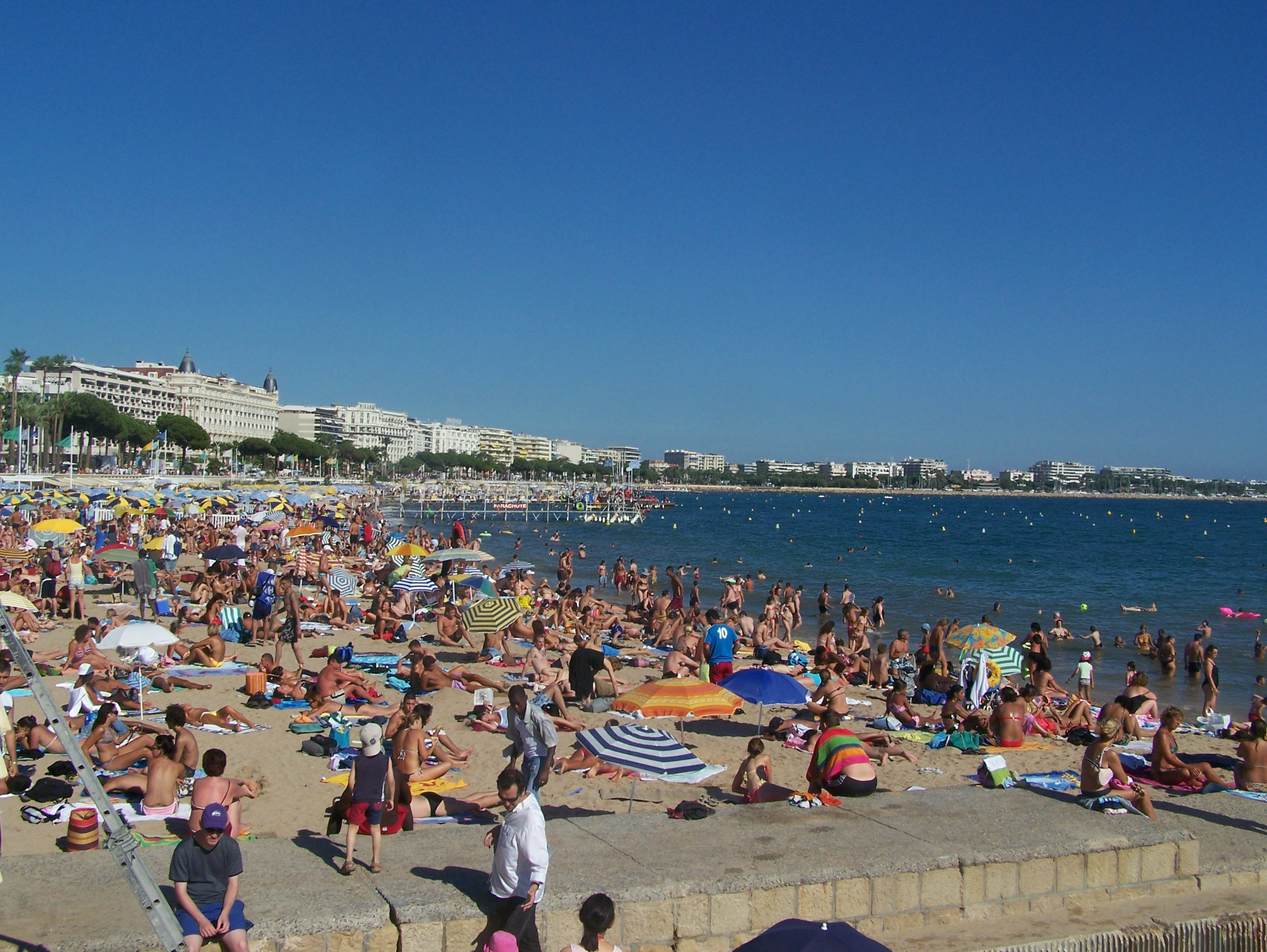
Badstranden i centrum
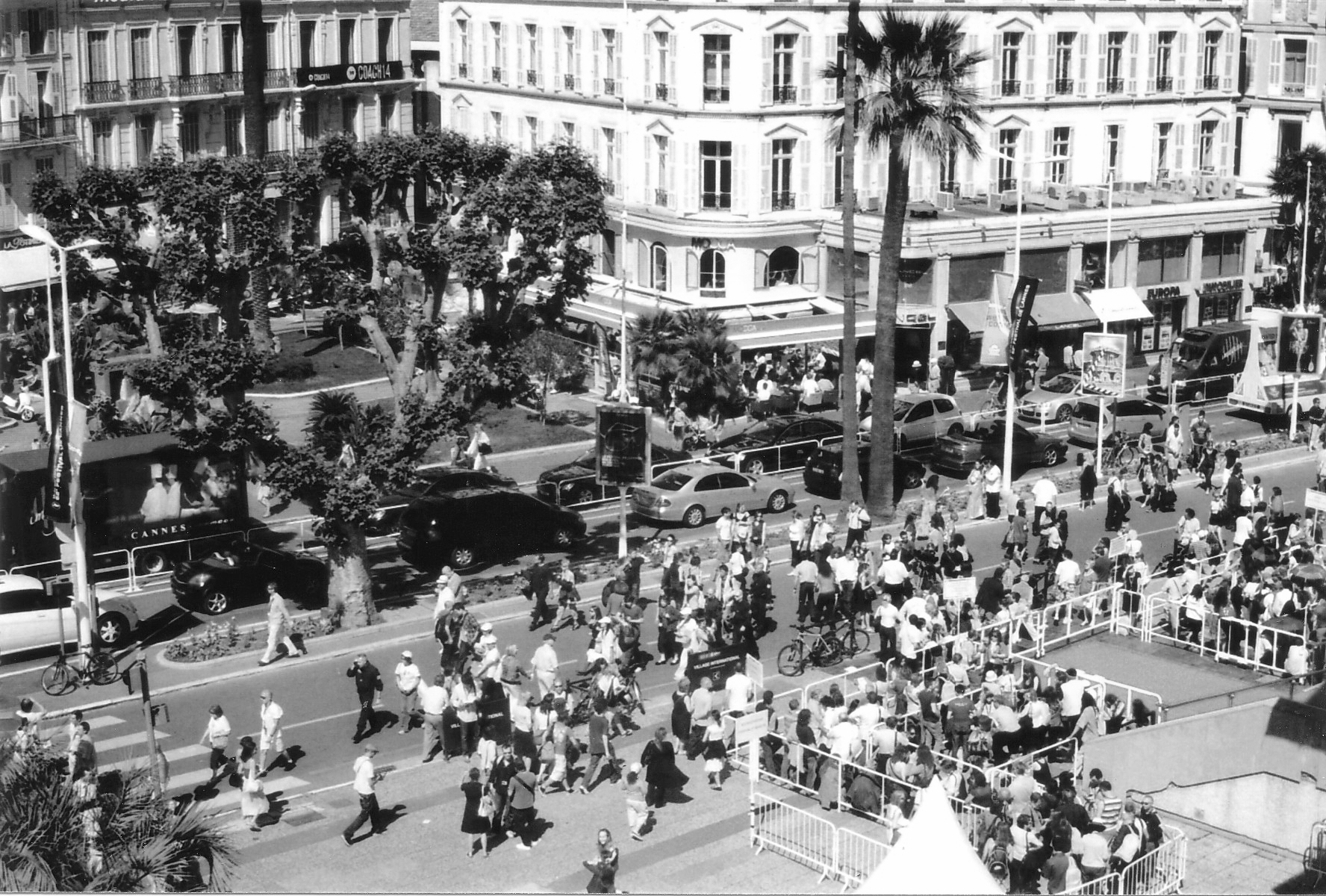
Festivalpublik (maj 2009)
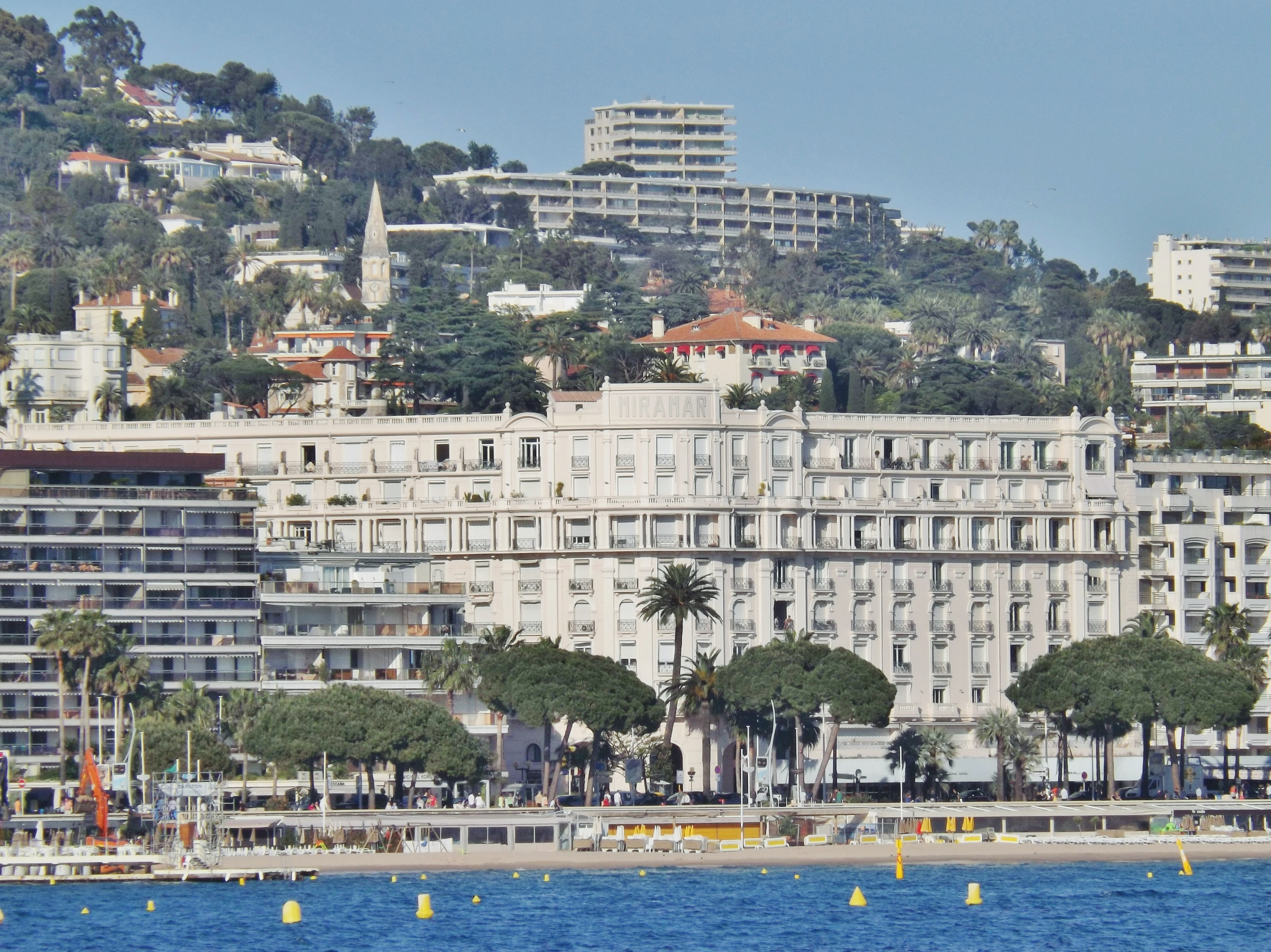
Palais Miramar